# 5119 Imbrius
Az 5119 Imbrius (ideiglenes jelöléssel (5119) 1988 RA1) egy kisbolygó a Naprendszerben. Jensen, P. fedezte fel 1988. szeptember 8-án.